# Asterina dinghuensis
Asterina dinghuensis är en svampart som beskrevs av B. Song, T.H. Li & Y.H. Shen 2004. Asterina dinghuensis ingår i släktet Asterina och familjen Asterinaceae.   Inga underarter finns listade i Catalogue of Life.